# Darío Rumeu y Freixa

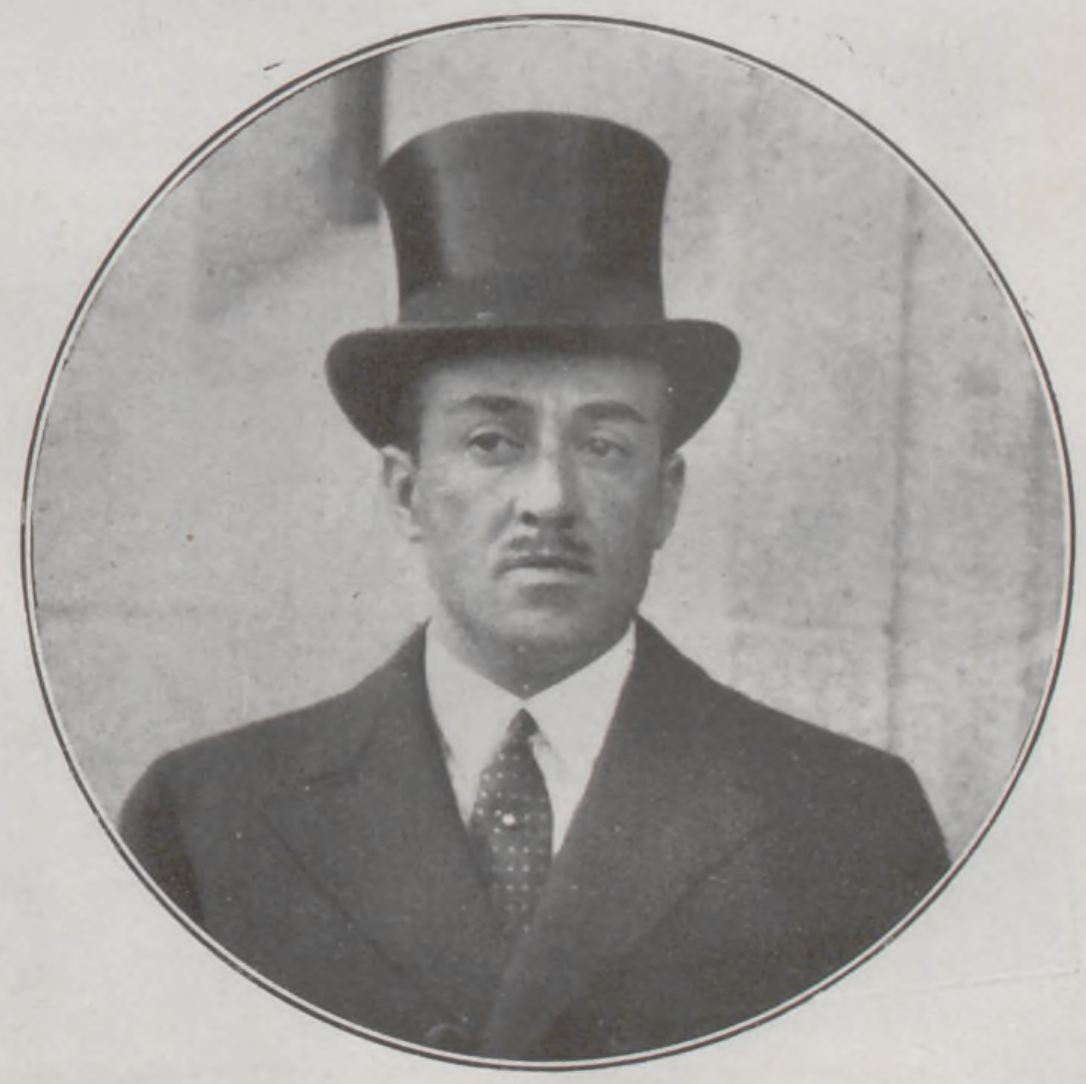
Retrato del barón de Viver (La Ilvstración Vniversal, 1929)

Darío Rumeu y Freixa (Barcelona, 23 de octubre de 1886-Barcelona, 30 de enero de 1970) fue un político y financiero español. A lo largo de su carrera desempeñó puestos relevantes tanto en el ámbito político, como en el mundo de los negocios. Durante la dictadura de Primo de Rivera fue alcalde de Barcelona, teniendo un papel muy relevante en la Exposición Universal de 1929. Ostentó el título nobiliario de ii barón de Viver. 

## Biografía
Nació en Barcelona en 1886, siendo hijo del primer barón de Viver. Estudió Derecho y trabajó en las empresas de la familia. En 1919 fue uno de los miembros fundadores de la Unión Monárquica Nacional, con la que en 1920 fue elegido concejal del Ayuntamiento de Barcelona. Durante la dictadura de Miguel Primo de Rivera el presidente de la Mancomunidad de Cataluña, su compañero de partido Alfonso Sala —conde de Egara—, lo nombró consejero de Cultura.

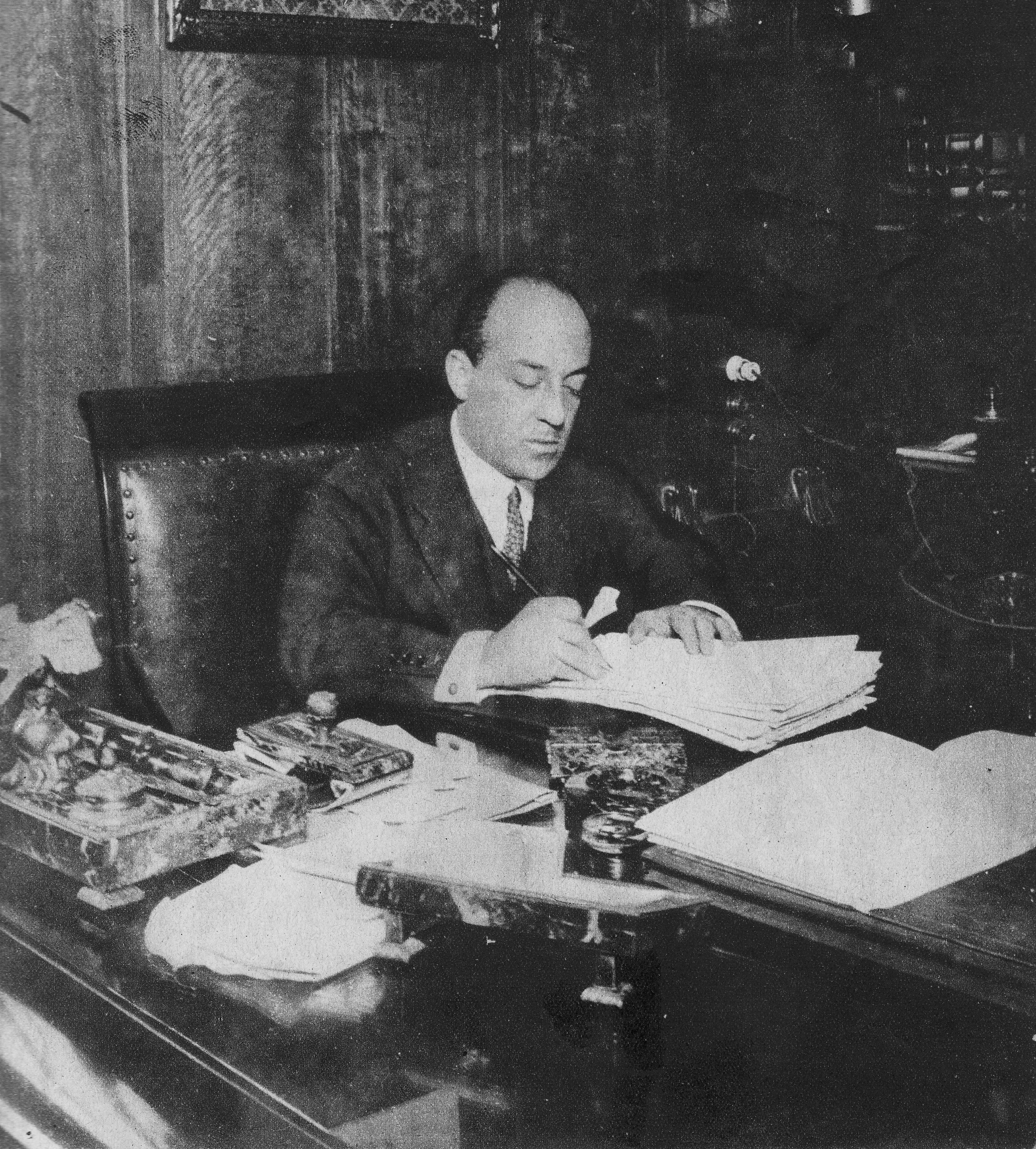
Darío Rumeu, hacia 1928.

Entre septiembre de 1924 y febrero de 1930 desempeñó el cargo de alcalde de Barcelona, y durante su gestión se prolongó la avenida Diagonal hasta Esplugas de Llobregat, se urbanizó la plaza de Cataluña, se cubrió el ferrocarril de la calle Balmes y se construyó el metro de Barcelona (actual línea 3). Inauguró Radio Barcelona, considerada la primera emisora de radio en España. Comenzó la zona Franca del puerto e inició la primera campaña para erradicar el barraquismo. Se le considera uno de los artífices de la Exposición Universal de 1929, por lo que fue nombrado grande de España. Era gentilhombre grande de España con ejercicio y servidumbre del rey Alfonso XIII.
Al instaurarse la Segunda República, en 1931, Darío Rumeu se integró en la Peña Blanca, agrupación política que integraba a algunos monárquicos partidarios del rey Alfonso XIII provenientes de la recién disuelta Unión Monárquica Nacional. No obstante, en esta época no tuvo un papel relevante en la vida pública.
Después de la guerra civil española ocupó numerosos cargos en el mundo de los negocios. En 1944 fue designado presidente del Banco Hispano Colonial, presidente del consejo de administración del Ferrocarril de Sarriá a Barcelona y presidente del consejo regional del Banco Central. Años después asumió el puesto de vicepresidente de la Compañía Española de Petróleos. También se le consideró líder de los monárquicos liberales catalanes, y fue miembro del consejo privado del conde de Barcelona.